# 高良茂
高良 茂（たから しげる、1960年〈昭和35年〉3月14日 - 2006年〈平成18年〉5月7日）は、沖縄県で活躍したラジオパーソナリティ、ローカルタレント。那覇市出身。

## 略歴・外歴
沖縄国際大学卒業。
1981年にラジオ沖縄の日曜昼のワイド番組「気まぐれワイド」でデビュー、1982年から夜のヤングワイド番組「ぶっちぎりトゥナイト」で、今では若者ではよく使われているウチナーヤマトグチで人気を博した。その後はラジオ沖縄や沖縄テレビを中心にパーソナリティや司会を務めた。サザンオールスターズの大ファンでFM沖縄で「ディアサザンオールスターズ」のパーソナリティを務め、1時間サザンの曲を毎週かけていた。
ライバル局である琉球放送の柳卓や箕田和男両ベテランアナウンサーらとも親交があり、1990年代終わりになって同局の番組にも出演するようになった。
2006年5月7日、慢性腎不全のため死去。享年46。

## 主な出演番組
- 気まぐれワイド（1980年代前半・ラジオ沖縄）
- ぶっちぎりトゥナイト（1982年～1985年・ラジオ沖縄）[1]
- シャープと共に（1985年?～1990年代・ラジオ沖縄）
- やっぱ茂だ!60分（ラジオ沖縄）[1]
- ベスト電器テレビショッピング（1980年代・沖縄テレビ）
- ROKポップスベスト10（1980年代～1990年代・ラジオ沖縄）
- ディアサザンオールスターズ（1992年～2003年・FM沖縄）
- フレッシュモーニング（1995年～1996年・ラジオ沖縄）
- 沖縄新発見ヌー（1990年代中期・沖縄テレビ）
- ほのぼのワイド783→864（1990年代・ラジオ沖縄）
- どっこいしょ（2000年～2001年・琉球放送（RBCiラジオ））
- 夕焼けラジオ864（2000年～2001年・ラジオ沖縄）
- FMモーニング・ビュー（2000年代・FM沖縄）
- @BBS（2002年4月～6月・琉球放送（RBCiラジオ））舌禍により降板
- 悲しいほど海は青く ~沖縄戦最後の県知事 島田叡~（2003年・沖縄テレビ、第12回FNSドキュメンタリー大賞出展作品、ナレーター）
- 高良茂のミュージックバラエティー（2004年～2005年・ラジオ沖縄） ほか